# Alicia Barrientos Pantoja
Alicia Barrientos Pantoja (Veracruz, Veracruz, 24 de septiembre de 1972) es una política mexicana, integrante del partido Movimiento Regeneración Nacional (Morena) y con anterioridad del Partido de la Revolución Democrática (PRD). Fue diputada federal de 2015 a 2018.

## Biografía
Tiene estudios de técnicos como Contador Privado en la Escuela Superior LAFOEL y de Secretariado Bilingüe; en adición, tiene estudios de diplomado en Liderazgo y Género y cursos en materia de procesos electorales por el Instituto Electoral del Distrito Federal.
Como miembro del PRD, fue en 1997 capacitadora electoral y colaboradora en el Grupo Girasoles en Iztapalapa y de 1998 a 2000 fue contadora en la oficialía mayor del comité delegacional del PRD en Iztapalapa, en 1999 fundó de la Coordinadora Democrática de la Ciudad de México. De 2000 a 2002 se desempeñó como auxiliar administrativo en el Registro Público de la Propiedad y del Comercio del Distrito Federal y simultáneamente, de 2000 a 2003 fue consejera política delegacional de PRD en la delegación Cuauhtémoc, mismo comité delegacional del que fue secretaria de Equidad y Género de 2005 a 2008. De 2004 a 2015 fue tesorera de la Coordinadora Democrática de la Ciudad de México, A.C.
En 2012 renunció a su militancia en el PRD y en 2014 se unió a Morena, donde en las elecciones federales de 2015 es postulada candidata a diputada federal por el Distrito 12 del Distrito Federal. Logró la victoria, al recibir el 24.53 % de los votos, frente al 20.19 % de Leonor Gómez Otegui, candidata del PRI y el PVEM; ejerciendo el cargo en la LXIII Legislatura de 2015 a 2018 y en la que fue secretaria de las comisiones de Desarrollo Metropolitana; y, de Vigilancia de la Auditoría Superior de la Federación; así como integrante de las comisiones de Participación Ciudadana; de Relaciones Exteriores; y, del Comité de Administración.
A partir de 2015 fue también consejera estatal y nacional de Morena. En las elecciones federales de 2024 fue postulada candidata a diputada federal por el mismo distrito pero en esta ocasión por la coalición Sigamos Haciendo Historia; no logró el triunfo, al recibir el 44.03 % de los votos, siendo superada por el 44.6 % de Mónica Elizabeth Sandoval Hernández de la coalición Fuerza y Corazón por México.